# Арабика (горный массив)
Арабика (также Арба́ика) — горный массив Гагрского хребта Западного Кавказа. Расположен в Абхазии у города Гагра. Известняковый по преимуществу массив Арабика — один из крупнейших и самый высокий в известняковой полосе Западного Кавказа. Он ограничен каньонами рек Куту-Шара, Гега и Бзыбь на севере и востоке, побережьем Чёрного моря на юго-западе, долинами рек Хашупсе и Сандрипш на западе. Наибольшая высота: 2661 м. В недрах массива множество пещер в том числе и самые глубокие пещеры мира — Пещера Верёвкина и Пещера Крубера.

## Происхождение названия
Название происходит от абхазского «арбаҕь аика» — гребень петуха, на который похож массив. Однако на картах закрепился иной вариант — Арабика, который и получил исторически наибольшее распространение сначала на территории СССР, а затем и России.